# Alessandro Di Battista
Alessandro Di Battista (Roma, 4 de agosto de 1978) é um político italiano, deputado da XVII legislatura da República italiana, com o Movimento 5 Stelle.

## Biografia
Nasceu em Roma, os pais são originários do município de  Civita Castellana, filho de Vittorio, membro do conselho municipal do Movimento Sociale Italiano. Formou-se no liceo scientifico Farnesina na capital, com 46/60 e, depois de se formar em disciplinas de arte, música e espetáculo (DAMS) na Universidade de Roma Tre, obteve um Master de segundo nivel  em proteção internacional dos direitos humanos na Universidade Sapienza de Roma. Sucessivamente trabalhou durante um ano como cooperador em Guatemala, ocupando-se de educação e projetos produtivos em comunidades indígenas.
Em 2008 ocupou-se de microcrédito e de educação no Congo-Kinshasa. No mesmo ano ocupou-se de direito à alimentação, por conta da Unesco. Também colaborou com o  Conselho italiano para os refugiados, a Cáritas e Amka onlus (organização não governamental dedicada à realização de projetos de desenvolvimento para os países do sul).
Em 2010 esteve na  Argentina, Chile, Paraguai, Bolívia, Peru, Equador, Colômbia, Panamá, Costa Rica, Nicarágua, Guatemala e Cuba para escrever o livro Sulle nuove politiche continentali.
Desde  2011  colaborou com o blog de Beppe Grillo através da publicação de relatórios sobre as ações da Enel no Guatemala.
Em 2012 foi contratado para escrever um livro sobre os assassinos sul-americanos por parte da empresa Casaleggio Associati. Em seguida, parte para o Equador, Panamá, Guatemala e Colômbia, e no final do ano, publica o eBook Sicari a cinque euro, editado pela Adagio (Casaleggio Associati), no qual analisa a origem do fenómeno de sicariato, e propõe algumas soluções possíveis.

### Atividade política
Em 2008, candidatou-se com a lista Amici de Beppe Grillo para a prefeitura de Roma. Em seguida entra para o Movimento 5 Stelle do qual se tornou porta-voz para a região do Lazio. De 3 a 6 de Dezembro de 2012, candidatou-se para as "parlamentarie" do Movimento 5 Stelle, resultando em 4º lugar para o distrito Lazio 1 da Câmara dos Deputados. Nas eleições políticas italianas de 2013 foi eleito deputado no mesmo círculo eleitoral. A partir de 7 de Maio de 2013 até 20 de Julho de 2015, foi vice-presidente da comissão de Negócios estrangeiros e comunitários.
A 7 de agosto de 2016 inicia  uma  turnê eleitoral de maneira a promover o "não" ao referendo sobre a reforma constitucional, Renzi-Boschi.

## Controvérsias
A 20 de Maio de 2014 no decorrer do programa Bersaglio Mobile fez  referência aos membros do parlamento Giuseppe Civati e Gianni Cuperlo (PD) colocando-os ao lado da palavra máfia.
Após as polémicas que resultaram dessa afirmação afirmou que nessas afirmações se referia a uma "máfia do compromisso" que não consente libertar-se do partido a pessoas inteligentes como Cuperlo e Civati. Os dois deputados não apresentaram uma ação judicial e Civati disse ter recebido o pedido de desculpas, em privado através de um SMS.
No dia 16 de agosto de 2014, aparece no blog de Beppe Grillo um longo post intitulado "ISIS, o que fazer?" que provoca reações fortes.
Em 14 de fevereiro de 2015 é citado em um artigo ndo New York Times como vencedor de uma classificação especial dedicada às maiores mentiras de 2014. O artigo faz referência a uma frase proferida por Di Battista durante uma manifestação em Circo Massimo,na qual, descrevendo a situação da Nigéria definido como "país pacífico" pelo ministro Beatrice Lorenzin, disse, "60% está nas mãos de Boko Haram, e o resto do país está na mão do Ebola", tese desmontada pelo NYT, que respondeu utilizando dados da Organização Mundial de Saúde.

## Obras
- Alessandro Di Battista, lado-a-lado, por cinco euros, Adagio (Casaleggio Associati), 2012.